# Carl Junction
Carl Junction – miasto w Stanach Zjednoczonych, w stanie Missouri, w hrabstwie Jasper.